# Gimnasio de Eumenes II
El gimnasio de Eumenes II era un antiguo gimnasio griego  o recinto deportivo de la ciudad de Mileto, en Asia Menor, en la actual Turquía.
Fue construido en el período helenístico por y con la financiación de Eumenes II, rey de Pérgamo, en 197-159 a. C., de ahí el nombre actual del edificio. Según una inscripción, Eumenes donó 160 000 medimnos métricos de granos, cuyo valor se estima entre 100 y 290 talentos, para construirlo. Era el más antiguo de Mileto. El edificio sufrió aún muchas modificaciones durante el período romano.
Estaba situado en la parte occidental de la península de Miletos, al sur del Puerto del Teatro y al oeste del Estadio de Mileto. Formaba parte del mismo complejo de edificios que el estadio y estaba unido a él por un  propileos de estilo jónico. En su lado occidental se encontraba la llamada Ágora oeste de la ciudad. Las ruinas del Gimnasio han sido poco excavadas, y solo se conoce mejor su propileos. Tenía dos columnas jónicas entre los muros del anta.